# May Sinclair
May Sinclair es el seudónimo por el que fue conocida la escritora británica Mary Amelia St. Clair (24 de agosto de 1863-14 de noviembre de 1946). Fue muy popular en su época y escribió cerca de dos docenas de novelas, además de relatos y poesía. Fue sufragista activa, miembro de la  Women Writers' Suffrage League [Liga de escritoras sufragistas]. Sinclair desarrolló asimismo una importante carrera como crítico literario en el ámbito de la poesía y de la prosa del modernismo anglosajón, y es a ella a quien se atribuye la utilización por primera vez de la expresión stream of consciousness (corriente de conciencia o monólogo interior) en un contexto literario, concretamente dentro de sus comentarios a los primeros volúmenes de la novela Pilgrimage [Peregrinación] (1915–67), de Dorothy Richardson, comentarios que aparecieron en la revista The Egoist, en abril de 1918.

## Primeros años
May Sinclair nació en Rock Ferry, Cheshire. Su padre era armador en Liverpool, pero, antes de que ella llegara a adulta, se declaró en quiebra y se volvió alcohólico, falleciendo finalmente. Su madre era muy estricta y religiosa; la familia se trasladó a Ilford, localidad colindante con Londres. Después de un año de educación en el Cheltenham Ladies College, May se dedicó a cuidar de sus hermanos, ya que cuatro de los cinco, todos mayores que ella, sufrían de una grave enfermedad cardíaca congénita.

## Carrera literaria
Desde 1896, May escribió profesionalmente para mantenerse a sí misma y a su madre, que murió en 1901. Feminista activa, trató en sus escritos de diversos temas relacionados con la situación de la mujer y con el matrimonio. También escribió ensayos basados en sus estudios de filosofía, especialmente sobre el idealismo alemán. Estas obras tuvieron buena acogida en los Estados Unidos. 

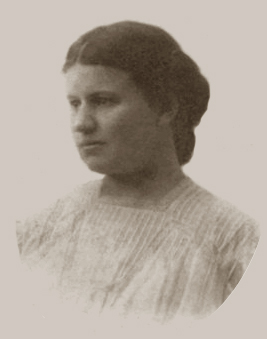
Imagen de la escritora en su juventud.

Hacia 1913, frecuentaba la Medico-Psychological Clinic de Londres, donde se interesó en el pensamiento psicoanalítico, recabando información sobre asuntos relacionados con las enseñanzas de Sigmund Freud para sus novelas. En 1914, durante la Primera Guerra Mundial, May se ofreció como voluntaria para la organización de caridad denominada Munro Ambulance Corps, en que también se involucraron Lady Dorothie Feilding, Elsie Knocker y Mairi Chisholm. Esta organización se ocupaba de los soldados heridos belgas en el frente occidental de Flandes. La escritora fue enviada a casa después de solo unas pocas semanas en el frente; posteriormente reflejaría esta experiencia tanto en prosa como en poesía. 
La autora escribió las primeras críticas sobre el imagismo y sobre la poeta H.D. (en 1915, en The Egoist); en aquel tiempo, se relacionó personalmente con esta poeta (Hilda Doolittle), y con Richard Aldington y Ezra Pound. También comentó laudatoriamente la poesía de T. S. Eliot (1917, en la Little Review) y, como se ha visto, las obras de Dorothy Richardson (1918, en The Egoist). Fue entonces cuando acuñó la expresión "corriente de conciencia" como término literario, denominación que tendría gran aceptación en todo el mundo. Algunos aspectos de las obras de Sinclair escritas a partir de entonces han sido muy estudiados por su influencia en las técnicas modernistas, sobre todo visibles en la autobiográfica Mary Olivier: A Life (1919) y en Life and Death of Harriett Frean (1922). En otras novelas, como Divine Fire (1904) y The Three Sisters (1914), demostró un gran dominio en la descripción del dolor y la angustia de hombres y mujeres en situaciones difíciles.
Escribió dos volúmenes de relatos sobrenaturales: Uncanny Stories (1923) y The Intercessor and Other Stories (1931). Gary Crawford declaró que la contribución de Sinclair al género de la ficción sobrenatural «pese a ser escasa, es muy notable». Jacques Barzun incluyó a esta autora en una lista de escritores de ficción terrorífica que «uno debe anotar siempre en su agenda de lectura». Brian Stableford apuntó que «los cuentos sobrenaturales de Sinclair están escritos con una delicadeza y una precisión poco comunes y se encuentran entre los ejemplos más eficaces del tipo de narración elusiva». Y Andrew Smith, por su parte, describió sus Uncanny Stories como «una importante contribución al cuento de fantasmas». 

Decidí que la próxima vez que viera al fantasma se lo diría. La noche siguiente, y la siguiente, su silla permaneció vacía y supuse que se mantenía alejada, dolida por lo que había oído la última vez. Pero la tercera noche apenas nos habíamos sentado cuando la vi.
Estaba sentada derecha, alerta y observando, sin mirar a Donald como solía hacerlo, sino paseando la mirada por la habitación, como si buscara algo que no encontraba.
—Donald —dije—, si te dijera que Cicely se encuentra en la estancia ahora mismo, supongo que no me creerías, ¿verdad?
—¿Tú qué crees?
—Que no. De todos modos, la veo tan claramente como te veo a ti.
El fantasma se levantó y se acercó a él.
—Está de pie, cerca de ti.
De "El Recuerdo"

Sinclair fue miembro de la Society for Psychical Research [Sociedad para la Investigación Psíquica] desde 1914. En 1925, fue incluida en la antología Contact Collection of Contemporary Writers.
En 1920 la escritora sufrió los primeros síntomas de la enfermedad de Parkinson, motivo por el que dejó de escribir. En 1932, se instaló con su pareja y ama de llaves, Florence Bartrop, en Buckinghamshire, donde falleció en 1946.

## Obras

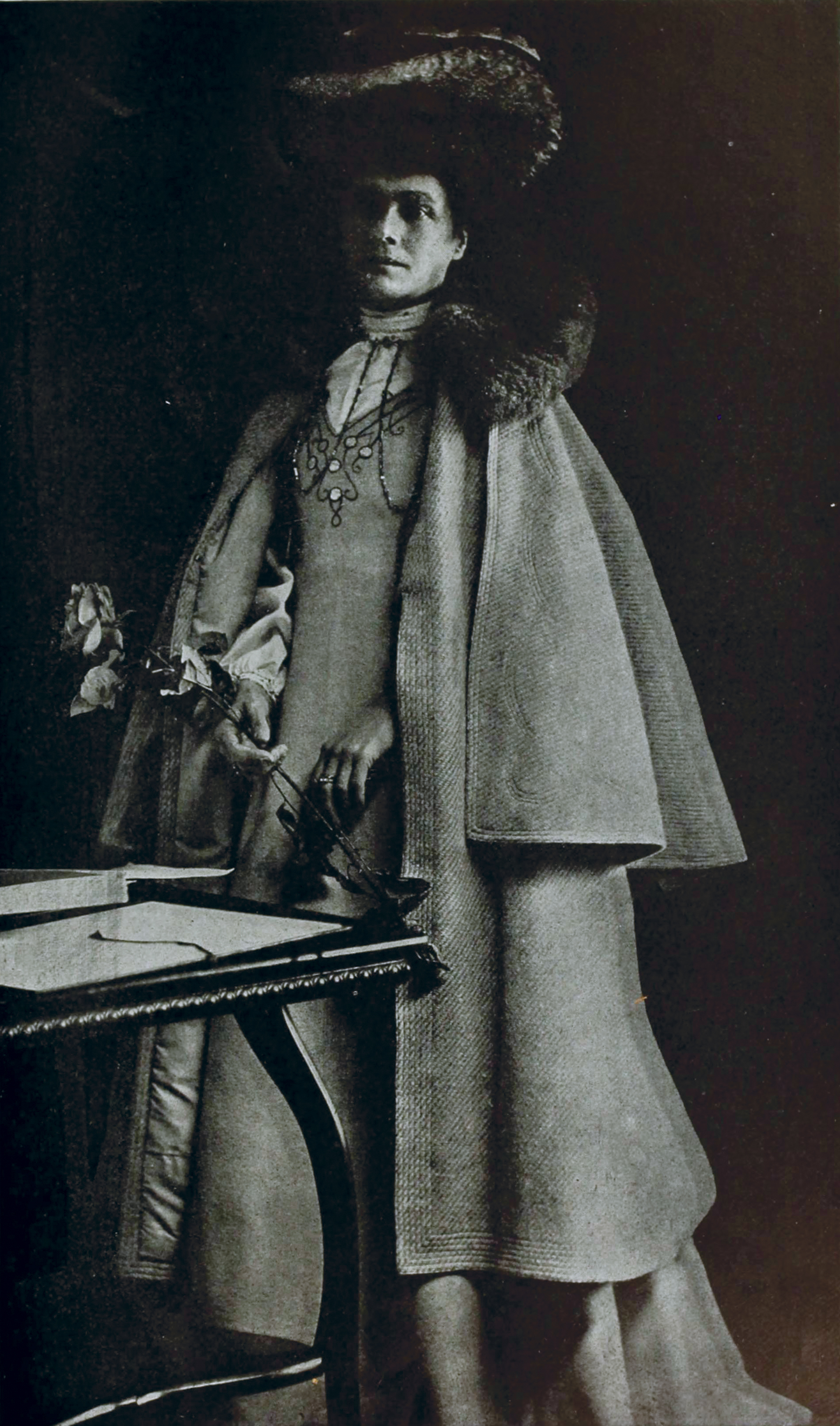
Retrato de May Sinclair, por E. Huggins.

- Nakiketas and other poems (1886), como Julian Sinclair
- Essays in Verse (1892)
- Audrey Craven (1897)
- Mr and Mrs Nevill Tyson (1898), también The Tysons
- Two Sides Of A Question (1901)
- The Divine Fire (1904)
- The Helpmate (1907)
- The Judgment of Eve (1907), cuentos
- The Immortal Moment (1908)
- Kitty Tailleur (1908)
- Outlines of Church History by Rudolph Sohm (1909), traductora
- The Creators (1910)
- Miss Tarrant's Temperament (1911), en la Harper's Magazine
- The Flaw in the Crystal (1912)
- The Three Brontës (1912)
- Feminism (1912), panfleto para la Women’s Suffrage League
- The Combined Maze (1913)
- The Three Sisters (1914)
- The Return of the Prodigal (1914)
- A Journal of Impressions in Belgium (1915)
- The Belfry (1916)
- Tasker Jevons: The Real Story (1916)
- The Tree of Heaven (1917)
- A Defense of Idealism: Some Questions & Conclusions (1917)
- Mary Olivier: A Life (1919)
- The Romantic (1920)
- Mr. Waddington of Wyck (1921)
- Life and Death of Harriett Frean (1922)
- Anne Severn and the Fieldings (1922)
- The New Idealism (1922)
- Uncanny Stories (1923) cuentos
- A Cure of Souls (1924)
- The Dark Night: A Novel in Unrhymed Verse (1924)
- Arnold Waterlow (1924)
- The Rector of Wyck (1925)
- Far End (1926)
- The Allinghams (1927)
- History of Anthony Waring (1927)
- Fame (1929)
- Tales Told by Simpson (1930) cuentos
- The Intercessor, and Other Stories (1931) cuentos